# Gelderner Fleuth
Die Gelderner Fleuth (gesprochen: [fløːt]) ist ein etwa 27 Kilometer langer, nicht schiffbarer, rechter Nebenfluss der Niers in Nordrhein-Westfalen, Deutschland. Sie entspringt in der zur Stadt Kempen gehörigen Ortschaft An der Gastendonk, fließt zuerst nach Westen und wendet sich östlich von Wachtendonk nach Norden, um bei der namensgebenden Stadt Geldern in die Niers zu münden.
Bei Voesch fließt sie mit dem St. Huberter Kendel zusammen, und westlich des Kerkener Ortsteils Nieukerk mündet der Landwehrbach von rechts in die Gelderner Fleuth, der in seinem Oberlauf Flöthbach und an seiner Mündung Leygraaf genannt wird. Das Einzugsgebiet ist etwa 170 km² groß und liegt zwischen Krefeld, Kempen, Issum und Geldern.

## Der Flöthbach
Der Landwehrbach (nach Gewässerstationierungskarte Landwehr) entspringt als Flöthbach im Kliedbruch (Stadt Krefeld), im Bereich des Kühnen-Weihers. Im Weiher befanden sich bis etwa 1950 am Boden Quellaustritte. Aus einem Überlauf wurde Wasser in den Flöthbach, der auf Krefelder Gebiet diesen Namen trägt, abgegeben. Aufgrund der Absenkung des Grundwasserspiegels führt die Flöth, wie der Bach im Volksmund genannt wird, heute im Gebiet der Stadt Krefeld nur in niederschlagsreichen Perioden des Jahres Wasser. Von der Quelle aus fließt die Flöth in westlicher Richtung durch das Hülser- und Orbroicher Bruch an der Südwestseite der Schaphuysener Höhen vorbei, um sich bei Nieukerk mit der Gelderner Fleuth zu vereinigen.

## Die Schwarze Rahm
Der auf der Gewässerstationierungskarte als Gelderner Fleuth bezeichnete Bachlauf entspringt im Grabensystem des Kulturdenkmals Gastendonk in Kempen. Die topographischen Karten nennen den Bach hier noch Schwarze Rahm. Nach wenigen Metern mündet von links der Fliethgraben ein, der den Bach mit dem Flöthbach verbindet. Die Schwarze Rahm fließt nach Westen und südlich an einem See vorbei, nimmt dann links die entgegenfließende Uhlesrahm auf, knickt nach Norden um, fließt westlich am See vorbei und nimmt dann von rechts einen namenlosen Bach auf, wobei sie sich wieder nach Westen wendet; hier ändert sich die Fließgewässerkennziffer von 28641 in 28643. Danach wendet sich die Schwarze Rahm in einem Bogen nach Norden und ändert im Eyller Bruch ihren Namen in Spring. Erst nach dem Zusammenfluss mit dem Landwehrbach (Leygraaf) wird sie auch in den topographischen Karten als Gelderner Fleuth bezeichnet.